# Route nationale 658
Die Route nationale 658, kurz N 658 oder RN 658, war eine französische Nationalstraße, die von 1933 bis 1973 zwischen Laguépie und einer Straßenkreuzung mit der ehemaligen Nationalstraße 113 bei Castelsarrasin verlief. Ihre Länge betrug 82 Kilometer.
Zwischen Montauban und Lexos wurde auf einer ehemaligen Bahntrasse eine Straße erstellt, welche als Nationalstraße 658bis geplant wurde. Diese war 1973 zwischen Montauban und Montricoux fertiggestellt und wurde bis zur Umnummerierung im selben Jahr als Nationalstraße 658bis bezeichnet. Heute ist die Straße als Departement-Straße 115 gekennzeichnet.